# Phenelia elidipteroides
Phenelia elidipteroides är en insektsart som beskrevs av George Willis Kirkaldy 1906. Phenelia elidipteroides ingår i släktet Phenelia och familjen vedstritar. Inga underarter finns listade i Catalogue of Life.